# Österrikes historia
Den här artikeln behandlar Österrikes historia.
Österrikes historia behandlar Österrike och dess föregångare från och med tidig stenålder till dagens stat. Namnet Ostarrîchi (Österrike) har använts sedan år 996 när det var en del av hertigdömet Bayern och från 1156 ett självständigt hertigdöme och del av det Tysk-romerska riket (962–1806).
Österrike ingick i den habsburgska monarkin 1273–1806 och blev sedan Kejsardömet Österrike innan, som en följd av tysk-österrikiska kriget bildades dubbelmonarkin Österrike-Ungern 1867. När imperiet kollapsade 1918 reducerades Österrike till de tysktalande områden av imperiet som Republiken Tysk-Österrike. 1919 bildades Republiken Österrike och 1938 anslöts landet till Tyskland. 1955 blev landet åter självständigt och gick med i EU 1995.

## Förhistoria

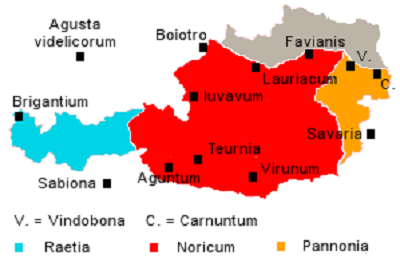
Austria Romana - Österrike under romarna.

Den första statsbildningen i Alperna och Donaudalen var ett kungarike skapat av kelterna som kallades Noricum omkring 100 f.Kr. Noricum hade skapats genom sammanslagning av olika keltiska och illyriska stammars områden.
Området som idag är Österrike erövrades vid tiden före Kristi födelse av romarna. Romarna skapade olika bosättningar med den största staden Carnuntum. Den låg öster om dagens Wien. Den germanska folkvandringen gjorde att romarna trycktes tillbaka och att germanska statsbildningar skapades, bland annat frankernas rike.
Under 500-talet skapade bajuvarerna (bayrarnas förfäder), alpslaverna (slovenernas slaviskspråkiga förfäder) och allemanerna (tyskspråkiga schweizares förfäder) permanenta bosättningar. Merparten av det land som idag utgör Österrike ingick vid denna tid i det alpslaviska furstendömet Karantanien. Fienden utgjordes av avarer. På 740-talet underkuvades bajuvarer, alpslaver och allemaner av frankerna som uppmuntrade fortsatt invandring från Bayern och satte bajuvarisk adel att förvalta området. Den frankiske härskaren Karl den store skapade kring år 800 ett gränsland som försvar i vad som idag är Niederösterreich. Detta låg mellan floderna Enns, Raab och Drau och fick namnet Awarenmark.

## Medeltiden

### Huset Babenberg

Huset Babenbergs vapensköld

År 955 utkämpades ett stort slag, Slaget vid Lech (ty. Schlacht bei Lechfeld), utanför Augsburg där den ostfrankiska kungen Otto I slog tillbaka Ungern som därmed inte längre kunde utgöra ett hot mot frankerna. Under andra hälften av 900-talet kom det bayerska styret tillbaka. 976 blev Luitpold (Leopold) från Huset Babenberg hertig över grevskapet öster om floden Enns som kallades Marchia orientalis. Under Luitpold och hans efterkommande växte grevskapets betydelse. Huset Babenbergs tid som härskare fortsatte framgångsrikt med en målmedveten koloniseringspolitik som konsoliderade dåtidens Österrike. Residenset befann sig till en början i Pöchlarn och senare i Melk. Leopold III intrigerade framgångsrikt då han valde att stå på Henrik V sida och bidrog till dennes seger gentemot Henrik IV. Leopold gifte sig med Henrik V:s syster Agnes von Hohenstaufen. Leopold III grundade många kloster och blev efter sin död för detta helgonförklarad.

### Ostarrichi

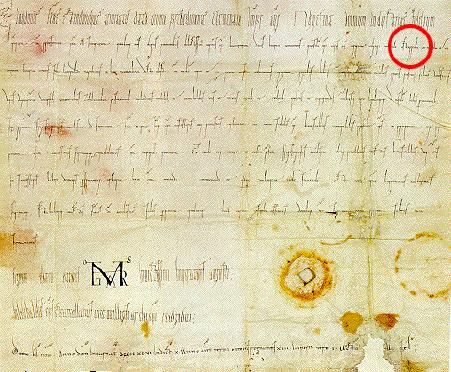
Urkunden från 996 där Ostarrîchi omnämns.

996 räknas som födelsen av dagens Österrike då man kunnat fastställa att namnet Ostarrîchi började användas. Ostarrîchi kom att utvecklas till tyskans Österreich – riket i öster. Man kom länge även att använda namnet Osterland och österrikarna kallades Ostermann och Osterfrau. Den latiniserade formen av namnet, Austria, är känd från 1100-talet. Det liknande Australien har inte samma betydelse, utan kommer ur det latinska namnet för det okända södra/sydliga landet, terra australis incognita, som brukade anges på medeltida europeiska kartor.

### Hertigdömet Österrike
Babenbergarna blev 1139 herrar över Bayern, men detta skapade samtidigt en konflikt mellan stuferna och welferna. Striden avslutades då Fredrik Barbarossa gav tillbaka Bayern till welferna. Ett "tröstpris" för Babenbergarna blev att Österrike fick status som hertigdöme 1156 (Privilegium Minus). Den första österrikiske hertigen blev Henrik Jasomirgott år 1156 som var den som utsåg Wien till residensstad. 1186 hamnade så Steiermark hos Babenbergarna. 1192 förvärvade Babenbergarna även Hertigdömet Steiermark.

## Stormakt under huset Habsburg

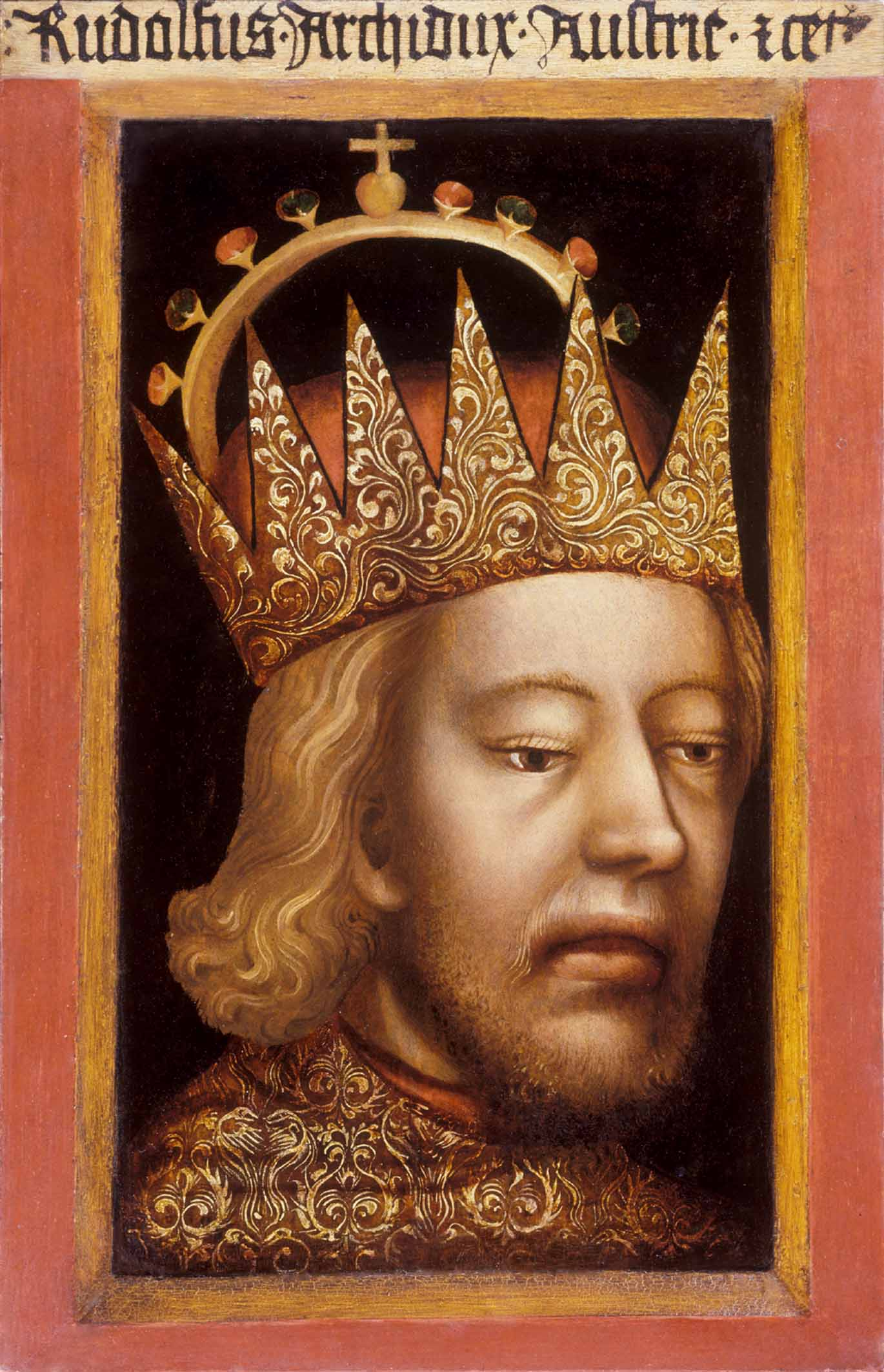
Rudolf IV

Huset Habsburg tog – efter en maktkamp – över efter Huset Babenberg som härskare över Österrike. Huset Habsburg blev landets härskare under århundraden och skapare av stormakten Österrike. Sedan babenbergarna dött ut 1246 uppstod en maktkamp, där kungen av Böhmen, Ottokar II (tjeckiska Přemysl Otakar II), kunde ta över rodret. Ottokar II tog över makten 1256 och ville slå tillbaka adeln till förmån för borgerskapet. Men hans vid makten fick snart en utmanare i Rudolf av Habsburg när Ottokar II ville bli tysk-romersk kejsare. Habsburg vann ett avgörande slag mot Ottokar II 26 augusti 1278 på Marchfältet (tyska Marchfeld). Segern etablerade habsburgarna som härskare över hertigdömet Österrike och hertigdömet Steiermark. Rudolf av Habsburg gav delar av Österrike till sönerna Albrekt och Rudolf vilket givit upphov till benämningen de habsburgska arvländerna.
1335 tillkom områdena Kärnten och Krain till habsburgarnas domäner och 1363 kom grevskapet Tyrolen via Margareta av Tyrolen. Den store habsburgaren vid den här tiden var Rudolf IV men konflikter mellan habsburgarna skulle blossa upp vilket ledde till splittringar 1379, 1406 och 1411 varpå tre olika delar skapades:
- Ober- och Niederösterreich
- De inre österrikiska länderna: Steiermark, Kärnten, Krain, Inner-Istrien och Trieste
- De förösterrikiska länderna: grevskapet Tyrolen, Vorarlberg och de schwabiska och elsassiska länderna

Under 1300-talet fick man framgångar då Österrike låg strategiskt rätt i handeln över alperna och utvecklades ekonomiskt. Österrikes vilja att gå längre västerut misslyckades då man inte förmådde att besegra de schweiziska edsbröderna. Det schweiziska edsförbundet kunde via segrar vid Morgarten 1315 och Sempach 1386 förbli självständiga mot ett distanserat Österrike.

### Stridigheter och nya landområden
Den förste habsburgare som nyttjade titeln "ärkehertig" var Rudolf IV av Österrike (1356–65). Allmänt erkännande vann titeln först 1453 på kejsar Fredrik II:s föranstaltande, varefter staten var känd som ärkehertigdömet Österrike som blev ett kärnland i den Habsburgska monarkin.
Under 1480-talet krigade den ungerska kungen Mattias Corvinus framgångsrikt till sig stora delar av Österrike och tog Wien i besittning 1485–1487. När Corvinus avled 1490 kunde huset Habsburg återta sina maktdomäner. Under slutet av 1400-talet inledde huset Habsburg det man blivit berömda för: att genom giftermål framgångsrikt stärka sin makt och bygga ut riket. Bella gerant alii – tu felix austria nube ("Krig får andra föra – du lyckliga Österrike gifter dig") blev mottot. Den framgångsrika släktutbyggnaden hade sin kulmen under Maximilian I:s styre 1493–1519. Genom sin dynastipolitik skapade han förutsättningar för Habsburgs framtida maktställning i Europa. 1477 gifte han sig med Maria av Burgund och kom på så sätt i besittning av Nederländerna och sonen Filip den skönes äktenskap med Johanna den vansinniga ledde till habsburgsk tronföljd i det spanska världsväldet.
1520 blev Ferdinand I ny härskare över Österrike och han inledde de första stegen mot skapandet av en centralmakt med säte i Wien. 1526 ärvde Ferdinand kungariket Ungern och kungariket Böhmen sedan Ludvig II av Böhmen-Ungern dödats vid slaget vid Mohács. Böhmen inkluderade Mähren, Schlesien och Lausitz. Införlivandet av Ungern innebar att man nu ställdes direkt mot det osmanska riket som skulle bli Österrikes nya stora fiende.
Stridigheterna hos habsburgarna skulle fortsätta under 1500-talet med strider om arv vilket försvagade Österrike politiskt och ekonomiskt. Det som löste konflikterna var att alla dog ut utom Fredrik V, som därmed kunde återförena de olika delarna under en och samma härskare.

### Konflikt med det osmanska riket

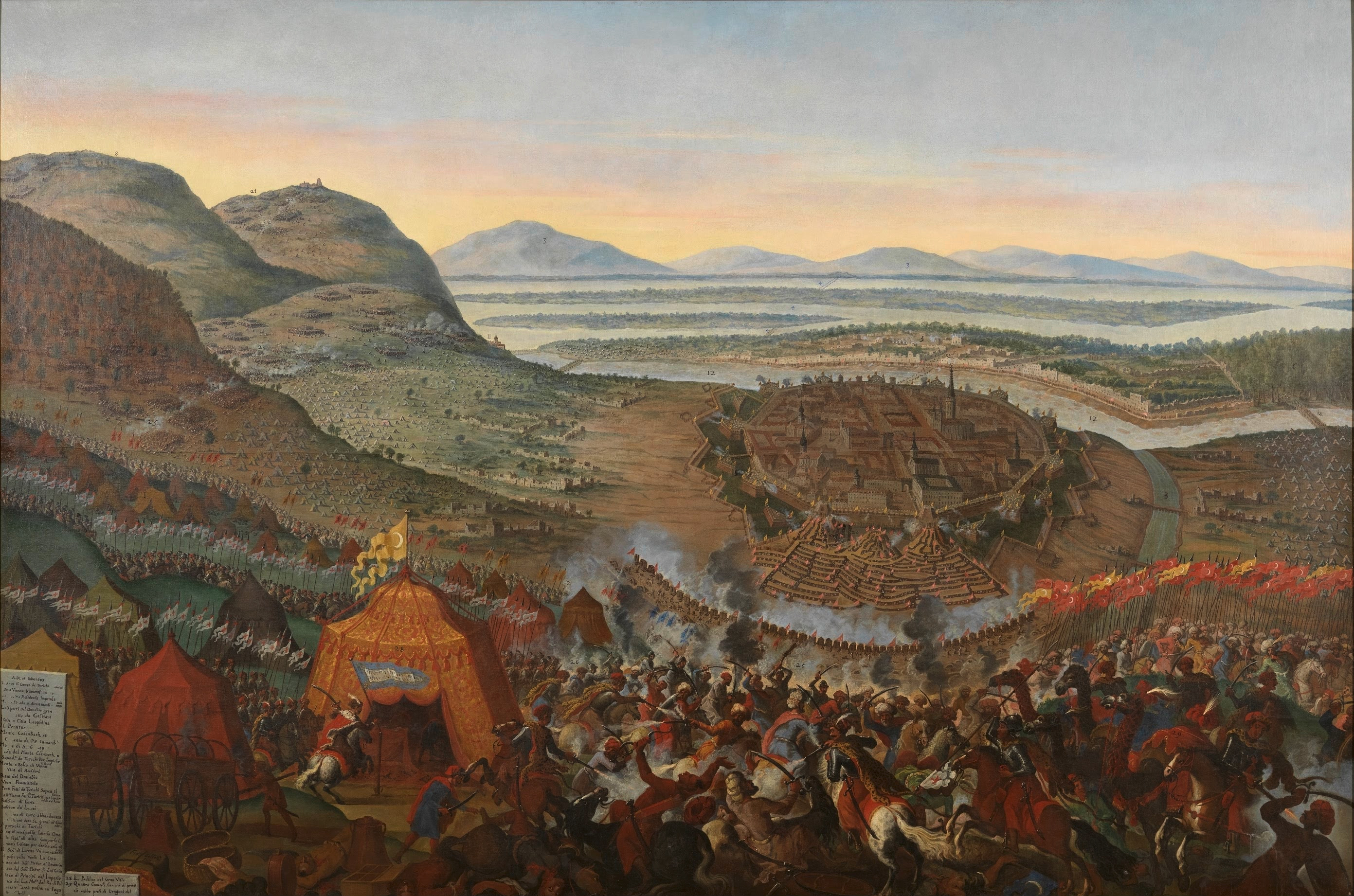
Belägringen av Wien 1683

Under 1500-talet inleddes en långvarig konflikt med det osmanska riket som skulle vara under 200 år. Det handlade till en början om enstaka attacker från turkiska miliser. 1529 belägrades Wien av turkarna under Süleyman I. De kommande 200 åren kantades av små- och storkrig mellan Österrike och turkarna. 1683 skedde en andra belägring av Wien från osmansk-turkisk sida och återigen var det precis att staden inte erövrades av turkarna. Det var först efter att hertig Karl V av Lothringen och Polens kung Johan III Sobieski kommit in i handlingen som belägringen kunde hävas. Johan III Sobieski var ytterst ansvarig för hävandet av den osmanska belägringen och det efterföljande utdrivandet av osmanerna ur Österrike och Ungern. Österrike kom nu att trycka tillbaka turkarna till bortanför Belgrad vid fredsfördrag i Karlowitz (1699) och Passarowitz (1718).

### Österrike i 30-åriga kriget
Österrike var en av stormakterna i det 30-åriga kriget som ledande katolsk makt. I Österrike hade det under lång tid funnits en konflikt mellan protestantism och katolicism som stod mellan huset Habsburg och ständerna. Det var först efter religionsfreden i Augsburg 1555 som Österrike blev klart katolskt då det fastslogs att härskaren avgjorde gällande religion i sitt land. Den Westfaliska freden 1648 befäste Österrikes makt över Ungern och Böhmen men försvagade dess roll inom det tysk-romerska riket. Det stod klart att habsburgarna skapat en starkt centralistisk och absolutistisk stat. Residensstaden Wien klarade sig undan erövring av bland annat en svensk här under Lennart Torstenson.

## Habsburg-Lothringen-Toscana

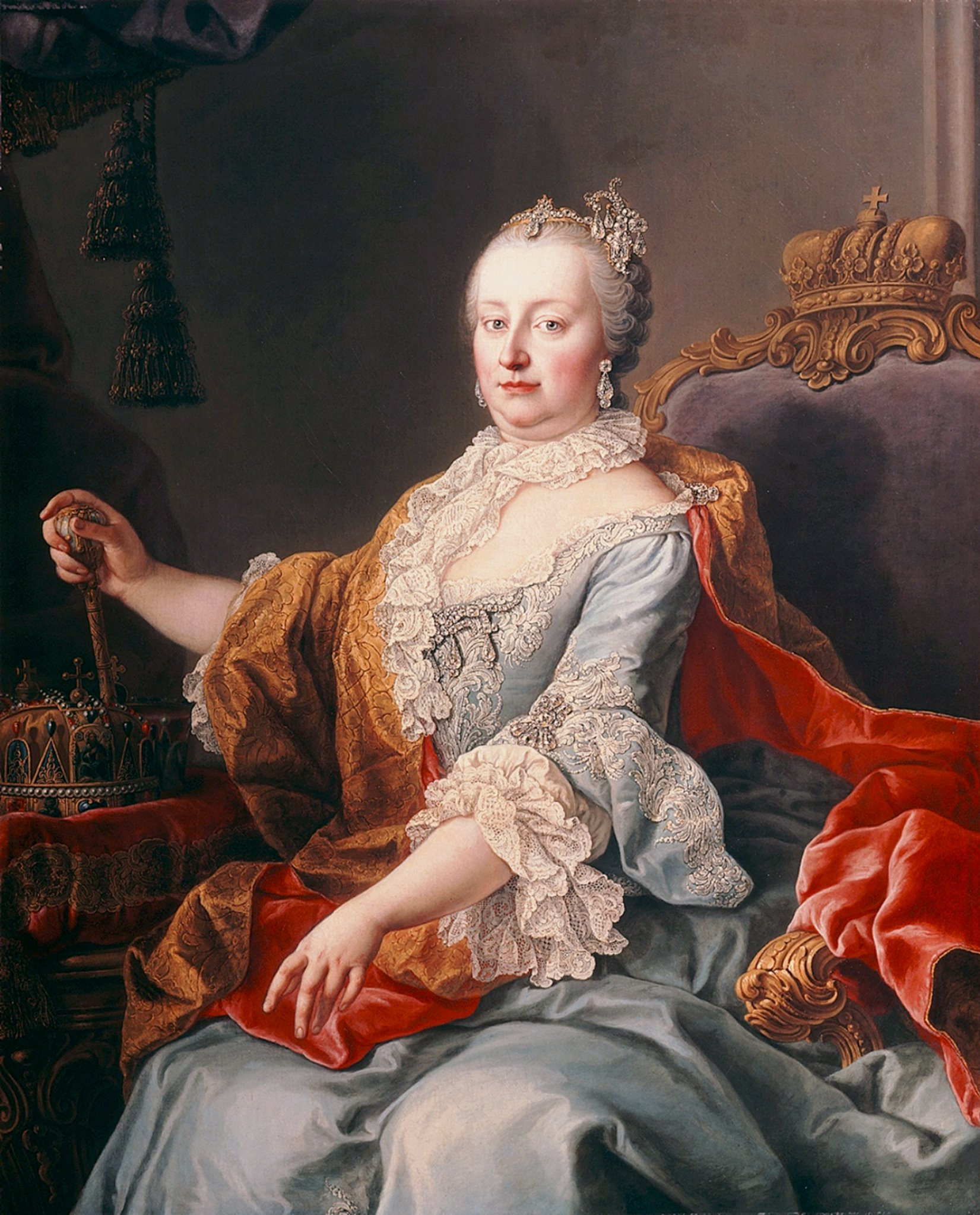
Maria Theresia

1740 blev Maria Theresia nytt överhuvud sedan hennes far Karl VI fått igenom kvinnlig tronföljd (om ingen manlig tronföljare fanns) och därmed kunnat säkerställa habsburgarnas fortsatta styre. I den pragmatiska sanktionen från 1713 bestämdes även att de habsburgska länderna skulle vara odelbara och oskiljbara. Maria Theresia var enda barnet till Karl VI och hon skapade genom sitt giftermål med Franz Stephan von Lothringen den nya dynastin Habsburg-Lothringen.
1742 ledde ett nederlag mot Preussen under Fredrik II till att Österrike förlorade Schlesien. Preussen skulle komma att utvecklas till Österrikes stora rival och utmanare om makten i det tysk-romerska riket som ledande tyska nation. Genom den så kallade alliansernas omvälvning 1756, vilken gjorde arvfienderna Österrike och Frankrike till bundsförvanter, lyckades Maria Teresia skapa en koalition mot Preussen. Sjuårskriget (1756–1763) som därpå följde ledde dock inte till den revansch hon hoppats på, utan Schlesien förblev preussiskt.
Maria Theresia genomdrev en modernisering av Österrike genom flera reformer. Bland annat skilde man förvaltningen från domstolsväsendet och adeln förpliktigades att tjänstgöra för staten. De områden man erövrat (Nebenländer) förlorade sitt självstyre. Nu skapades den österrikisk-ungerska dualismen då Ungern behöll sin gamla författning. 1765 blev Joseph II regent bredvid sin mor Maria Theresia och skulle ta över mer och mer av makten fram till 1790, då modern avled och han helt tog över styret. Joseph II fortsatte reformeringen genom att ta bort livegenskapen. Han försökte driva igenom flera reformer, men mötte motstånd från Ungern och de österrikiska Nederländerna. Österrike lyckades heller inte byta Nederländerna mot kurfurstendömet Bayern.
1773 deltog Österrike i den första delningen av Polen. Då Polen delades fick Österrike delar av Galizien och området kring Lemberg (Lviv) varpå kungariket Galizien och Lodomerien skapades. 1775 tillkom hertigdömet Bukovina. När Polen delades för tredje gången 1795 tog Österrike den resterade delen av Galizien och Lillpolen.

## Kejsarriket

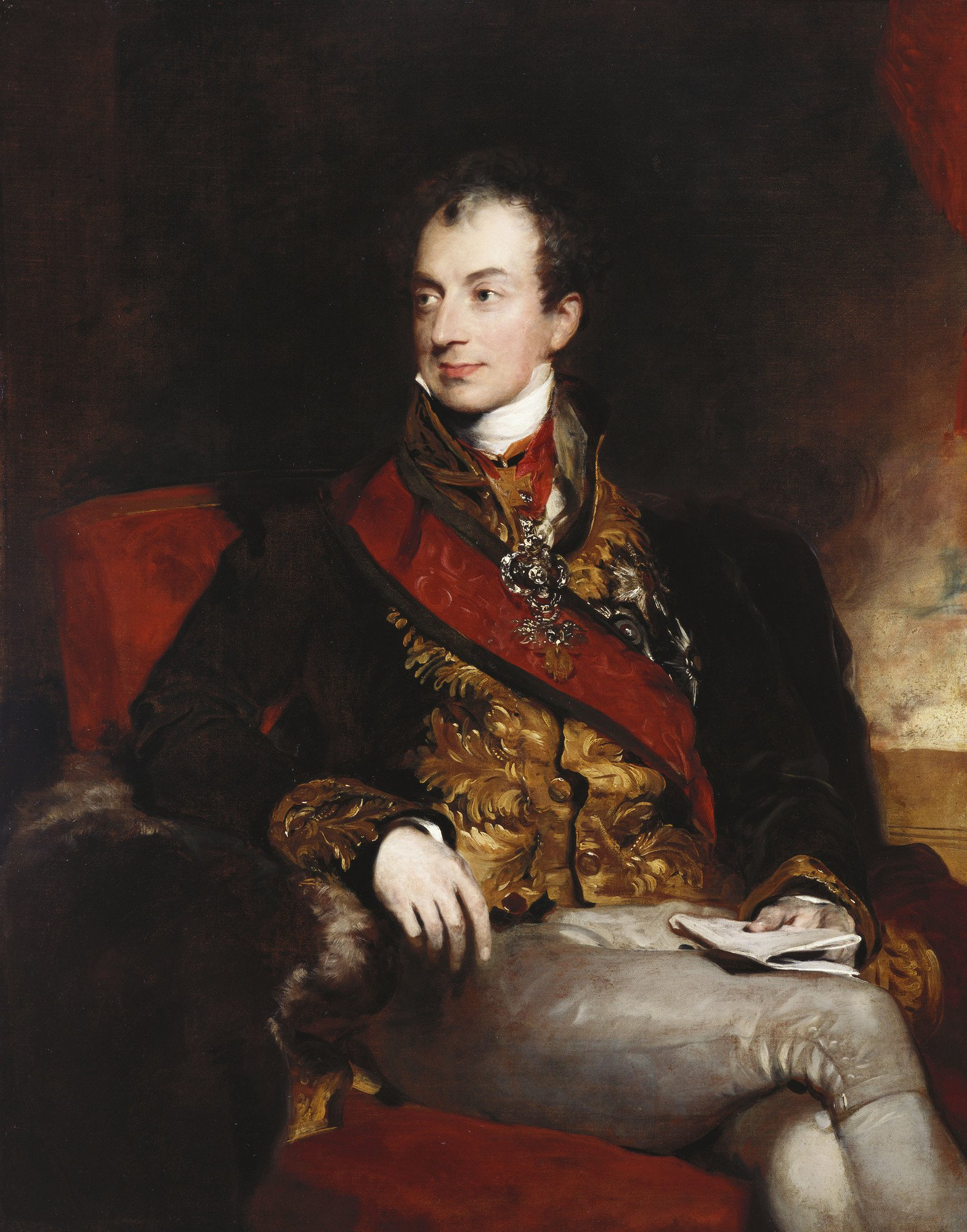
Klemens von Metternich – centralfigur inom den österrikiska statsmakten under 40 år och en av Europas mest inflytelserika.

Som en följd av motgångarna under Napoleonkrigen antog Frans II 1804 titeln arvkejsare av Österrike som Frans I, och efter rhenförbundets bildande tvingades han nedlägga den tysk-romerska kejsarvärdigheten. 1804 skapades det österrikiska kejsardömet – Kaisertum Österreich. Frankrike under Napoleon I blev Österrikes stora motståndare.
1814–1815 hölls Wienkongressen där Österrike och de andra stormakterna ritade om Europas karta och Österrike fick tillbaka landområden som tidigare förlorats, däribland grevskapet Tyrolen. Kongressen kom sedan Österrike tillsammans med ryska och preussiska trupper besegrat Napoleon i slaget vid Leipzig 1813. Wienkongressen markerade Österrikes storhetstid och Klemens von Metternichs stora stund som utrikesminister och diplomat.

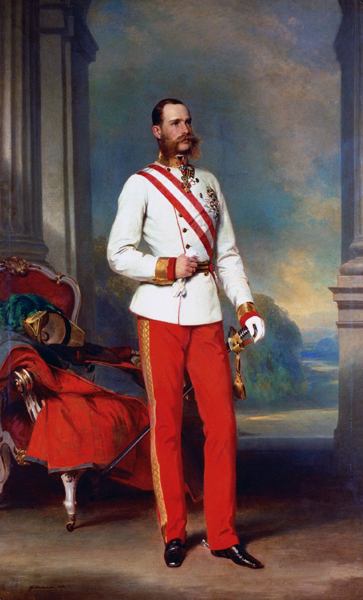
Frans Josef av Österrike

1848 var revolutionsår i Europa och i Österrike krävdes reformer över hela det väldiga riket med dess olika folkgrupper. Upproren slogs ner av militären. Upprorsmännen krävde reformer som pressfrihet och en konstitutionell författning. Upproren ledde till furst Metternichs fall men centralstyret i Wien kunde behålla makten. En stor framgång för de som startat upproret var att Österrikes första moderna parlament, riksdagen, samlades 22 juli 1848. Nationalismen hos de olika folken växte sig nu allt starkare. 1848 var också året då Frans Josef I blev ny kejsare över Österrike, och från 1867 kung över Ungern.
1859 förlorade Österrike sina områden i Italien och tvingades acceptera Italiens enande. Österrike såg samtidigt hur Preussen blev Österrikes nya opponent om makten inom vad som en gång varit det tysk-romerska riket. Bismarck ville ena Tyskland under Preussen och Österrike var dess motståndare. Efter den österrikiska förlusten i det tyska enhetskriget (1866) blev Preussen den dominerande tyska staten och kunde några år senare bilda kejsardömet Tyskland. Österrikes misslyckade krig gjorde att man tappade makt gentemot Preussen som nu växte fram som en ny stormakt i Europa. Vid slaget vid Königgrätz 1866 etablerades Preussen som den främsta tyska staten och Preussen kunde några år senare, 1871, genomdriva den lilltyska lösningen på det tyska enandet.

## Österrike-Ungern
Huvudartikel: Österrike-Ungern

Karta över Österrike-Ungern 1910.

Karta över folkgrupper i Österrike-Ungern.

Inre motsättningar växte fram där framförallt ungrarna förde fram krav på förändring. Ausgleich var tänkt att minska de nationalistiska idéer som börjat frodas runt om i kejsarriket men kom istället att spä på dem. Nationalismen kom under 1800-talet att bli ett allt större problem för centralmakten som ville hålla samman de olika delarna.
1867 skapades så Österrike-Ungern som en dubbelmonarki mellan de två länderna. Kompromissen (utjämningen) - Ausgleich - skapade ett rike där Österrike och Ungern hade skild inrikespolitik men utåt verkade man gemensamt under enad flagg. Österrike och Ungern hade egna parlament men i frågor som rörde gemensamma frågor valde man att ha gemensamma ministrar. De styrande skapade också tull- och valutaunioner. Franz Joseph blev fortsatt statsöverhuvud i de båda staterna inom ramen för den kungliga och kejserliga monarkin - Kaiserlich und königlich (K.u.K.). Österrike-Ungern hade då 35 miljoner invånare. 1868 skapades Kungariket Kroatien och Slavonien som fick viss autonomi genom Kroatisk-ungerska kompromissen.
En fråga som växte under slutet av 1800-talet var tjeckernas nationella strävanden och krav på representation. Böhmen blev en allt viktigare del av Österrike-Ungern då området utvecklades till det mest industrialiserade. Moderniseringar och förändringar i representationen motsattes av Ungern som såg det som att gå emot Ausgleich-överenskommelsen. De ungerska strävanden väckte också anspråk hos de andra folkgrupperna. Det blev även nya konflikter med Ungern som kulminerade i och med de ungerska kraven på en självständig krigsmakt med ungerska som kommenderingsspråk.

### Första världskriget
Trippelalliansen med Tyskland och Italien som ingicks 1882 byggde på att länderna skulle försvara varandra om något av dem angreps av Frankrike, Ryssland eller Storbritannien, som tillsammans utgjorde den så kallade ententen. 28 juni 1914 sköts tronföljaren Franz Ferdinand av Gavrilo Princip i Sarajevo vilket utlöste första världskriget där Tyskland genom avtal slöt upp bredvid Österrike. Bakgrunden låg i att Österrike tagit över styret av Bosnien-Hercegovina 1878 och 1908 ökat spänningarna genom att annektera området. Detta skapade en stor konflikt med Serbien och blev utlösande faktor för kriget.

### Österrike-Ungern splittras
Österrike-Ungern splittrades 1918 och Österrike tvingades acceptera landförluster när nya stater bildades: Ungern, Tjeckoslovakien och Polen. Tidigare riksdelar som Slovenien och Kroatien kom tillsammans med Serbien att bilda Serbernas, kroaternas och slovenernas kungarike, där även Bosnien-Hercegovina, Montenegro och norra Makedonien ingick. Österrike förlorade samtidigt områden till Italien (Sydtyrolen, Trentino, Trieste, Istrien, flera dalmatiska öar) och Rumänien (Bukovina). Dessa territorieförluster tillsammans med det höga krigsskadeståndet hade en förödande effekt på Österrikes ekonomi. Ungern fick avträda fyra distrikt (komitat) till Österrike som bildade det nya förbundslandet Burgenland.

## Den första republiken

Dagens österrikiska flaggan antogs 1918.

När Österrike-Ungern föll samman 1918 bildades i Wien den 21 oktober en provisorisk nationalförsamling för ett enat område som omfattade den större delen av Österrike-Ungerns tysktalande befolkning och efter kejsaren Karl I:s abdikering proklamerades Republik Deutschösterreich (republiken Tysk-Österrike) den 12 november 1918. Strax efter första världskriget diskuterades om en österrikisk anslutning till Tyskland då landet kraftigt minskat i storlek och inte längre var en stormakt. Det hela stoppades av segrarmakterna från kriget som inte ville se en utvidgning av Tyskland. Det ledde också till att man i fredstraktatet bytte den nya republikens namn till Österreich eftersom man ville få bort kopplingen mellan de båda länderna. Republikens utrikesminister ledde fredsunderhandlingsdelegationen vid freden i S:t Germain och undertecknade där fredstraktatet med de allierade den 10 september 1919. Här bestämdes de nya gränserna. Österrike blev en förbundsrepublik vilket fastslogs i konstitutionen 1920.

### Depression i Österrike
Österrike hade stora problem efter Första världskriget där landet stod inför stora omstruktureringar efter att gått från att vara en stormakt på 676 000 km² till att uppgå till en yta på 82 000 km². Stora delar av näringslivet hade försvunnit när bland annat Tjeckoslovakien och Ungern bildats. Under 1920- och 1930-talet rådde stor fattigdom i Österrike. Inflation och arbetslöshet slog hårt mot Österrike. Nationernas förbund beviljade ett omfattande lån som stabiliserade ekonomin och 1925 infördes schilling som valuta. Andra europeiska länder skickade hjälpsändningar för att lindra nöden. Som tack för de svenska hjälpinsatserna efter första världskriget fick Schwedenplatz i Wien sitt nuvarande namn.
Samtidigt bildades en stark arbetarrörelse under dessa år, och "Rote Wien" (Det röda Wien) blev ett begrepp. Stadsledningen i Wien skiljde sig mycket från resten av Österrike genom att man satte igång ett av mellankrigseuropas största bostadsbyggarprogram, byggde upp flera olika sociala inrättningar med mera. Detta finansierades genom lokala lyxskatter som togs ut på allt från tobaksvaror till hotellrum. Wien var precis som övriga Österrike märkt av sviterna efter kriget, och det fanns en stark spänning mellan övriga ofta agrara och konservativa Österrike och Wien där huvudstaden hade hamnat i ett perifert läge jämfört med det tidigare centrala läge staden haft under Habsburgarnas tid.

### Austrofascism

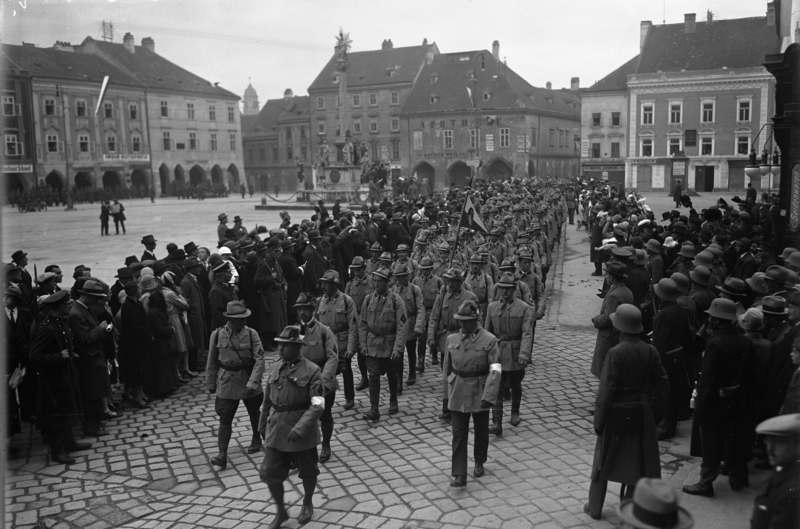
Medlemmar i Heimwehr marscherar genom Wien 1931.

Dominerande parti under mellankrigstiden var det konservativa kristsociala partiet, samtidigt som nazismen fick allt fler anhängare i Österrike. Sedan nazisterna gripit makten i Tyskland upprättades en auktoritär regim under de kristligsocialas ledare, förbundskanslern Engelbert Dollfuss, som gick emot Hitler och Nazityskland vars anhängare i Österrike inledde en kampanj för landets anslutning till Tyskland.
Österrikiska inbördeskriget (även Februariupproret) ägde rum 12-16 februari 1934 i huvudsakligen i Wien och andra större österrikiska städer mellan den österrikiska regeringen under Faderländska frontens Engelbert Dollfuss samt socialdemokraternas väpnade kampavdelning, Republikanska skyddsförbundet. Striderna avslutades med seger för regeringsstyrkorna och den paramilitära Heimwehr-milisen, som stödde regeringen. Tio socialdemokratiska ledare som fängslats i samband med striderna avrättades senare av regeringen. Som en följd av striderna infördes den 1 maj 1934 genom dekret den så kallade Majförfattningen (Maiverfassung), vilken ombildade Österrike till en korporativ diktatur (Ständestaat, formellt Förbundsstaten Österrike) efter fascistiska principer. Österrike blev i praktiken en enpartistat ledd av klerikal-fascistiska Fosterländska fronten, ett auktoritärt system med ultrakonservativ romersk-katolsk prägel. Propagandakonceptet Ständestaat, förespråkades av ledande politiker som Dollfuss och efterträdaren Kurt Schuschnigg.
1934 utbröt oroligheter då nazisterna försökte gripa makten i en statskupp. Dollfuss sköts i tumultet och avled av skadorna. Efterträdaren Kurt Schuschnigg blev ny förbundskansler och försökte precis som Dollfuss att hålla Nazityskland stången men sedan Mussolinis Italien vänt Österrike ryggen blev det politiska läget för regimen sämre. Schuschnigg avgick 11 mars 1938 och tvingades lämna över makten till nazisten Arthur Seyss-Inquart, dagen innan Österrikes Anschluss med Hitlertyskland ägde rum.

## Anschluss och andra världskriget

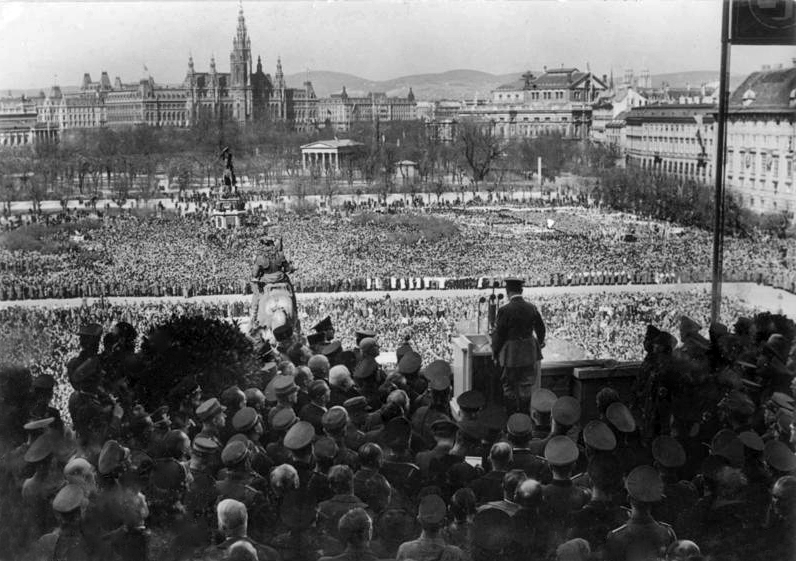
Adolf Hitler proklamerar Anschluss vid Heldenplatz i Wien den 15 mars 1938.

12 mars 1938 tågade tyska trupper in i Österrike och genomförde anslutningen - på tyska Anschluss - vilket betydde att Österrike blev en del av Adolf Hitlers stortyska rike. Delar av befolkningen välkomnade entusiastiskt de tyska soldaterna. Det allmänna jublet i Österrike gjorde att anslutningen skedde direkt istället för som först planerat med en övergångsperiod med Adolf Hitler som ledare för båda länderna. Direkt efter anslutningen startade ariseringen med terror och förföljelser mot österrikiska judar, romer och sinti. Kansler Schuschnigg sattes i förvar. Nazistmotståndare fängslades. 10 april genomfördes en folkomröstning för att i efterhand legitimera anslutningen av Österrike.
Österrike fick 1939 som en del av Tyskland namnet Ostmark (vilket betyder "gränsland mot öster" och går tillbaka till det medeltida latinska namnet Marchia orientalis) och namnet Österrike undveks. För att särskilja användes bereppet Altreich. 1942 delades Ostmark upp på sju Gaue, vars områden även omfattade delar av tidigare tyska och tjeckiska områden. De gamla österrikiska områdena benämndes Alpen- und Donau-Reichsgaue. Områden styrdes direkt från Berlin. I Österrike upprättades flera koncentrationsläger, Mauthausen, upprättat 1938, tillhör de mest ökända och här verkade Josef Mengele. Av de 220 000 judar som levde i Österrike innan kriget fanns 5000 kvar i landet 1945.
Österrike kom som en del av Nazityskland komma att strida i andra världskriget och viktig rustningsindustri fanns i Österrike, bland annat av handeldvapen och pansar (Steyr-Daimler-Puch och VOEST). Sedan de allierade intagit Italien 1943 började Österrike utsättas för flyganfall. Wien bombades allvarligt 1944 och fabriker och civilsamhället utsattes för bombningar. Under våren 1945 började allierade trupper inta Österrike och den 13 april föll Wien för röda armén.
Det fanns under kriget ingen österrikisk exilregering och inom landet fanns inte heller någon stor motståndsrörelse. Det fanns en kommunistledd motståndsrörelse i Steiermark och Kärnten som fick stöd av slovener och de jugoslaviska partisanerna. Under 1944 bildades även en motståndsrörelse i Wien. Den blev känd som "O5" då medlemmar målade förkortningen på byggnader i bland annat Wien. På Stefansdomen i Wien har en av dessa skrifter bevarats.

## Efterkrigstid

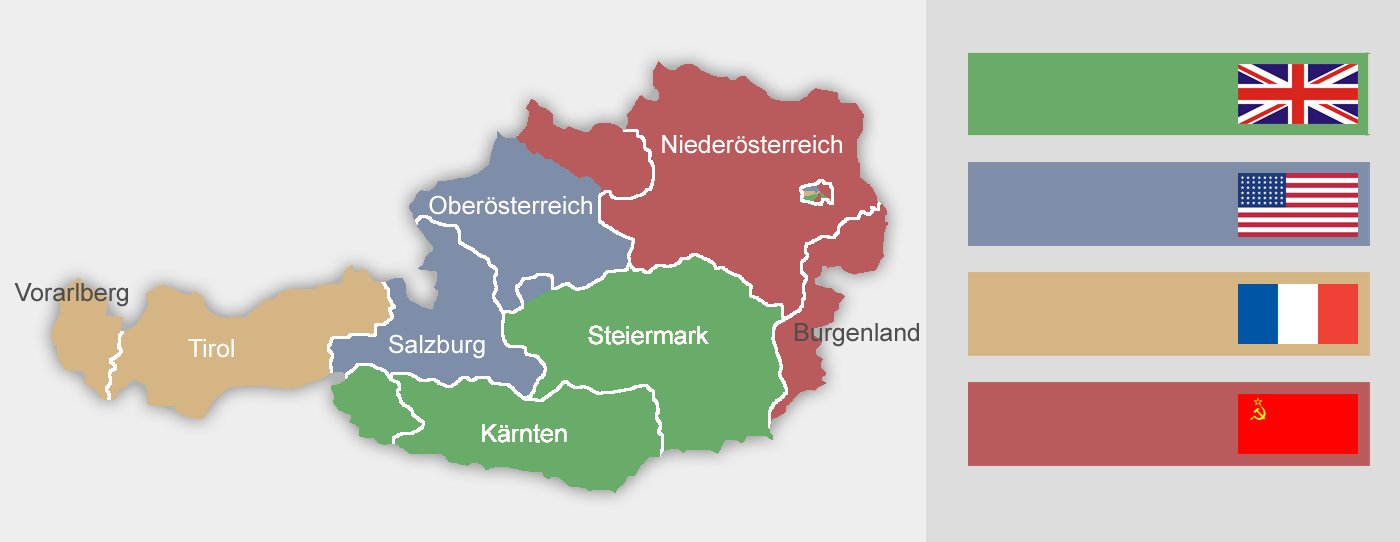
Österrike uppdelat i de fyra segrarmakternas ockupationszoner 1945-1955

1945 intog allierade trupper Österrike och landet delades precis som Tyskland in i fyra ockupationszoner, inklusive att huvudstaden också var indelad. Nordöstra Österrike bildade en sovjetisk zon och de övriga delarna hamnade hos västmakterna: USA, Storbritannien och Frankrike. Sovjetunionen kom precis som i Tyskland att nedmontera fabriker i sin sektor och frakta hem dem som krigsskadestånd genom organisationen USIA. Västmakterna kom att satsa på Marshallhjälpen. När så Österrike åter blev en självständig stat kom det att råda stora ekonomiska skillnader mellan västmakternas tidigare sektorer och den före detta sovjetiska.
Under tiden Österrike var delat och de allierade inte fastslagit framtiden fanns flera idéer. En brittisk idé var att skapa en Donau-republik. Winston Churchill gjorde upprepade försök att få gehör för sin idé om en Donaurepublik bestående av Österrike, Bayern, Rhenlandet och Ungern vid de allierades konferenser i Teheran 1943 och Jalta 1944. Det blev inget av denna idé utan i fallet Österrike kunde de allierade komma överens och bilda en stat till skillnad från vad som blev fallet med Tyskland. 1945 återskapades republiken Österrike men skulle under tio års tid vara under ockupation. 1945 fick Karl Renner i uppdrag av ryssarna att återupprätta civilförvaltningen och blev i april förbundskansler i en provisorisk regering. 25 november 1945 hölls de första fria valen sedan 1930. Renner avgick efter Österrikiska folkpartiets valseger, men valdes i december samma år till förbundspresident. Leopold Figl valdes till Österrikes första förbundskansler i december 1945.

## Den andra republiken

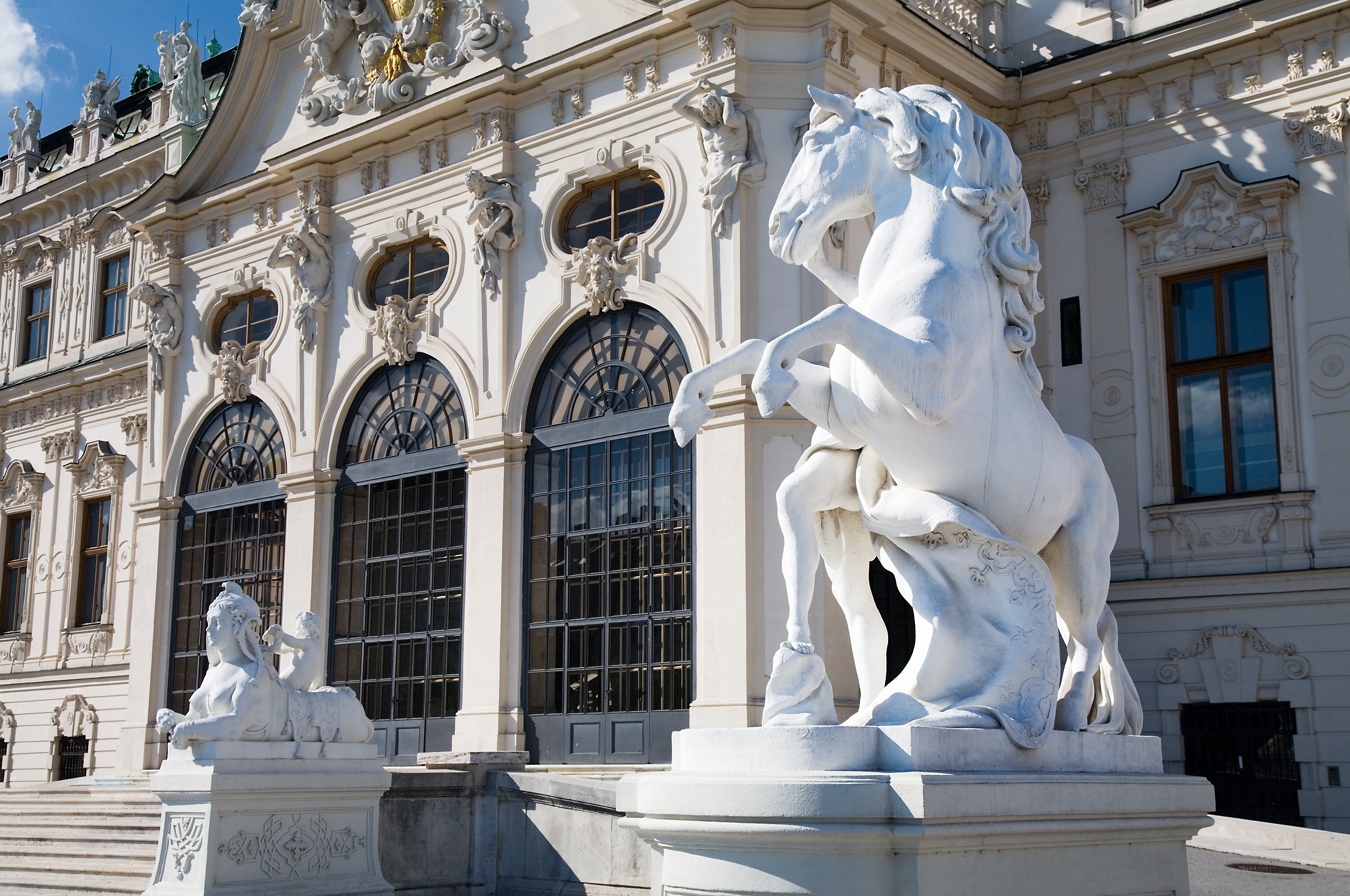
Det österrikiska statsfördraget skrevs under i slottet Belvedere i Wien 1955.

1953 valdes Julius Raab till förbundskansler som Leopold Figls efterträdare, och kvarblev på den posten till 1961. Figl tillträdde som hans utrikesminister. ÖVP och socialdemokratiska partiet (SPÖ) bildade under en period om över 20 år koalitionsregeringar, varför både Adolf Schärf och Bruno Kreisky ingick i Raabs regering. Raab vann som förbundskansler internationellt erkännande för att ha stabiliserat landets ekonomi och politiska situation.

### Det österrikiska statsfördraget
1955 blev Österrike återigen en självständig stat. Det österrikiska statsfördraget fastslog det nya demokratiska Österrike och landets starka neutralitet. Österrike var återigen en förbundsrepublik med nio bundesländer. Neutraliteten var en förutsättning för att segrarmakterna skulle ge Österrike dess självständighet och möjligheten till att de fyra ockupationszonerna försvann. 26 oktober 1955 följde antagandet av Österrikes neutralitetslag (Neutralitätsgesetz) efter schweizisk förebild. 14 december 1955 följde Österrikes medlemskap i Förenta nationerna. Neutraliteten kom också att göra att Österrike först 1995 gick med i EU tillsammans med Sverige och Finland som hade liknande politik till den österrikiska. Österrike kom som neutralt land att köpa svenska stridsplan (Draken).

### Koalitionsregeringar och ekonomiskt under
Österrike leddes under långa perioder av koalitionsregeringar bestående av Socialdemokraterna och Österrikiska folkpartiet och har precis som Sveriges präglats av korporativism med inflytelserika fackföreningar och arbetsgivare som verkat gemensamt. Julius Raab skapade den form av samarbetsdemokrati och inkomstpolitik som gestaltades i den paritetiska kommissionen.
1959–1986 fanns tre partier representerade i Österrikes underhus (Nationalrådet): Socialdemokraterna (SPÖ), Österrikiska folkpartiet (ÖVP) och Frihetspartiet (FPÖ). Utmärkande för politiken blev en samförståndsanda och stora koalitionsregeringar. Partierna kom även överens om Proporz, där poster inom staten skulle fördelas proportionellt mellan partierna. Proporz-systemet gjorde att koalitionsöverenskommelserna fungerade friktionsfritt där en kommitté fördelade maktinflytandet. Däremot kritiseraes systemet för att åsidorsätta parlamentet och stora koalitioner gjorde att oppositionen enbart bestod av FPÖ. Socialdemokraterna och Österrikiska folkpartiet bildade en stor regering 1955–1966 vilket borgade för politisk stabilitet men efterhand ökade kritiken mot hur detta påverkade det parlamentariska livet. Den enda större krisen i koalitionen var den så kallade Habsburgkrisen 1961. Efter valet 1966 bildades istället Österrikiska folkpartiet en minoritetsregering för första gången.
Landet upplevde ett starkt ekonomiskt uppsving under 1950- och 1960-talet. Österrike kom att bli det land med högst andel statligt ägande i näringslivet i västvärlden sedan Sovjetunionen överlämnat de verksamheter som bedrivits 1945–1955. Bland de stora statliga bolagen återfanns stålindustri (bl.a. VOEST, oljeraffinaderier (OMV AG) och verkstadsindustri. Under 1970-talet var 2/3 av den österrikiska industrin direkt eller indirekt under statlig kontroll. VOEST var med sina 100 000 anställda Österrikes största företag. Till detta kom statliga verk som televerket och posten. Staten som ägare satte full sysselsättning före ekonomiska vinster i sin styrning av bolagen. Bolagen gjorde vinster när efterfrågan var stor i efterkrigstidens Europa.

### Kreisky-eran

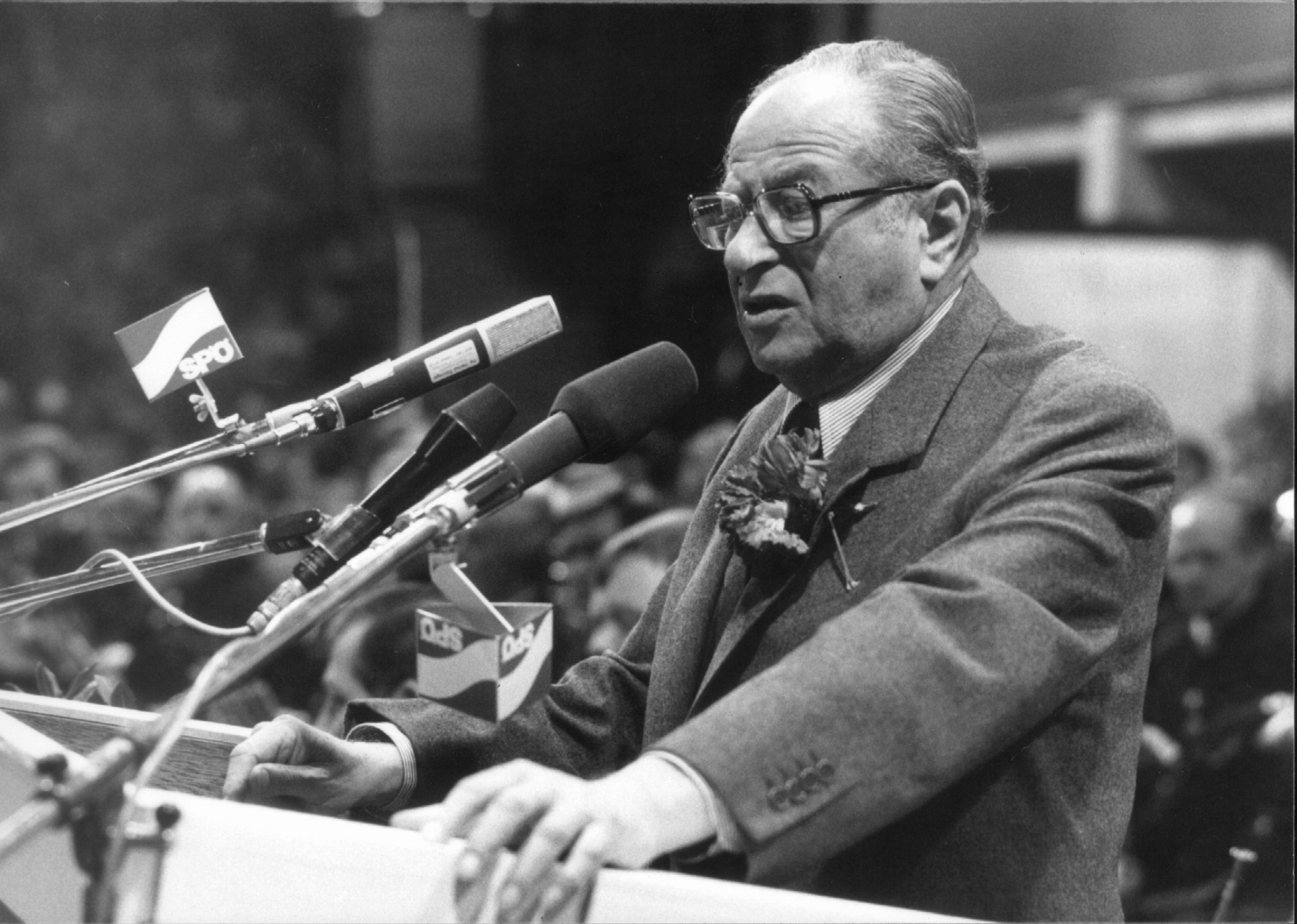
Bruno Kreisky 1983

Bruno Kreisky blev förbundskansler för den första helt socialdemokratiska regeringen 1970. Under 1970-talet skedde en rad sociala reformer: familjerätten gjordes om och aborter och homosexualitet avkriminaliserades. Arbetsveckan sänktes till 40 timmar och jämställdhetslagar drevs igenom. Under Bruno Kreiskys tid som kansler (1970–1983) förbättrades relationerna med flera grannländer, bland annat Jugoslavien, Ungern och Tjeckoslovakien.
Under 1970-talet etablerade flera internationella organisationer sina huvudkontor i Wien. Kreisky försökte använda Österrikes neutrala ställning till att medla i internationella konflikter, och inte minst i öst-väst frågor. Många av dessa möten mellan USA och Sovjetunionen förlades i Wien, eftersom Österrike var ett neutralt land. Kreisky drev även på byggandet av UNO-City i Wien som är ett av FN:s europakontor trots protester från stora delar av stadsbefolkningen.
Österrike kom under förbundskanslern Bruno Kreisky att vara medlare i Mellanösternkonflikten och målades upp som den neutrala mönsterstaten. Österrikaren Kurt Waldheim var 1972-1981 FN:s generalsekreterare men hans anseede förändras radikalt liksom hela Österrikes under 1980-talet.

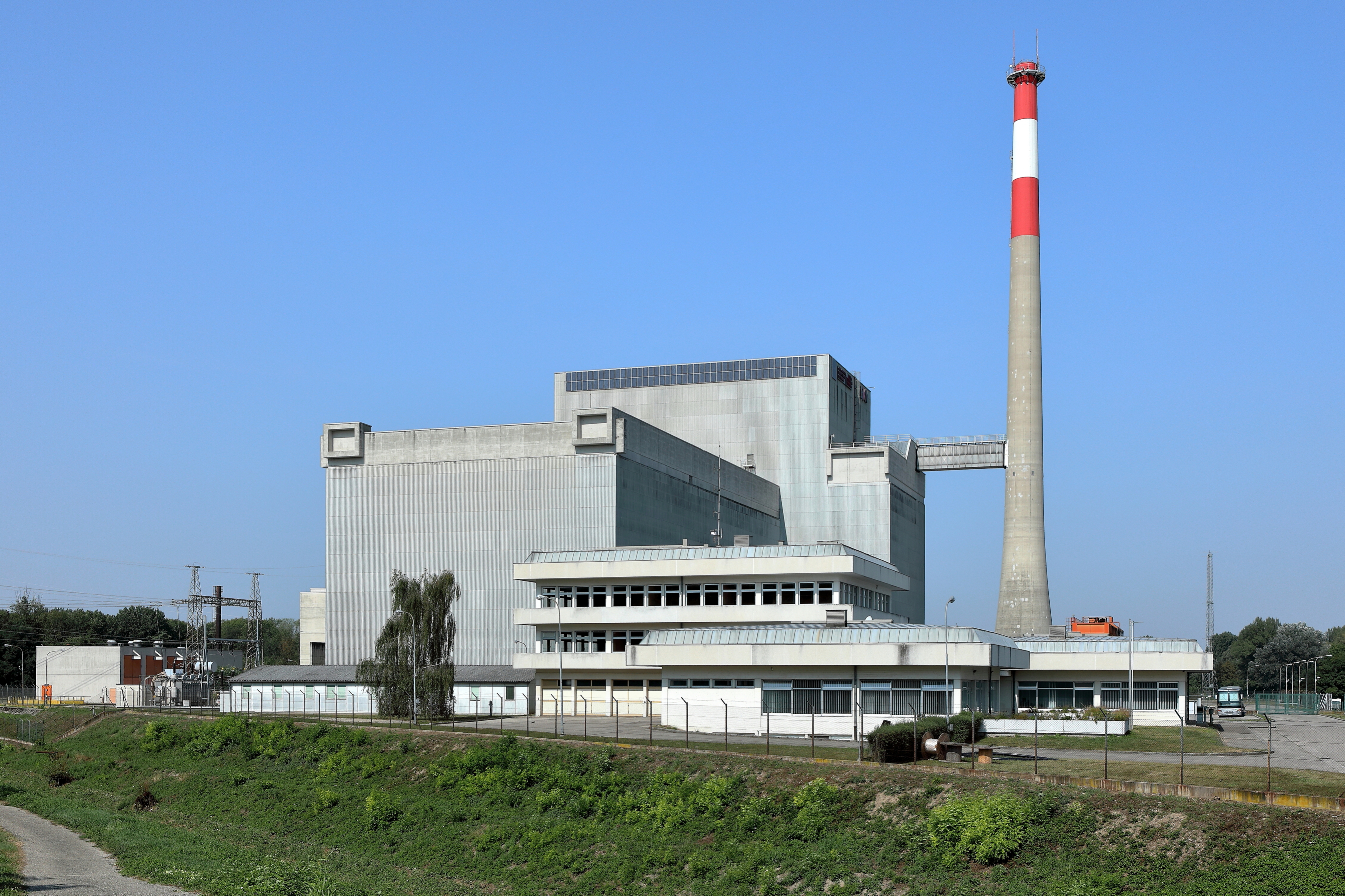
Kärnkraftverket i Zwentendorf (2018)

Österrike hade en stor kärnkraftsdebatt under 1970-talet och valet stod för österrikarna om man skulle satsa på kärnkraft eller inte. En folkomröstning 1978 stoppade planerna på ett kärnkraftverk i Zwentendorf. Staten hade då hunnit bygga det första verket som aldrig kom att tas i bruk.

### Waldheimskandalen
Kurt Waldheim valde 1986 att ställa upp i presidentvalet. Kurt Waldheim skulle orsaka rubriker då avslöjades att han hade ett förflutet inom SA och ökända tyska trupper som begått folkmord på Balkan under andra världskriget. Detta förföljde Waldheim under hela valkampanjen men Waldheim lyckades trots detta vinna presidentvalet som blev en prestigesak för många österrikare där man inte ville böja sig för den internationella opinionen. Österrikes internationella rykte blev rejält skamfilat och stod i stor kontrast till 1970-talet. Genom hela sin presidentperiod (1986–1992) ansågs Waldheim och hans hustru Elisabeth till följd av anklagelserna som persona non grata av många länder. År 1987 placerades de på en lista över personer som skulle förvägras inresetillstånd i USA och under sina sex år gjorde Waldheim endast utlandsbesök i länder i Mellanöstern samt Vatikanstaten som han besökte två gånger. Han besökte varken USA eller några europeiska länder. En rad stater, bland annat USA och Israel, tog hem sina ambassadörer. Waldheim fick inte heller inresetillstånd till USA. En historiekommission tillsattes 1987 som kom fram till att Waldheim hade en moralisk skuld även om man inte kunde binda honom direkt till brotten som skett. Waldheim gjorde en rad krystade förklaringar och försökte hela tiden att förminska sin roll - från början nämnde han överhuvudtaget inte sina år i Wehrmacht på Balkan utan förde fram sina juridikstudier i Wien istället.
Valet av Waldheim aktualiserade frågan om Österrike under andra världskriget och det var först under 1980-talet som man började behandla det tabubelagda ämnet om Österrikes delaktighet i andra världskriget som del av Nazityskland. Österrike hade länge setts som ett offer för Nazityskland trots att många österrikare välkomnande Anschluss 1938. Det stora antalet österrikare som varit medlemmar i nazistpartiet kunde i regel återgå i sina roller som medborgare i republiken Österrike. Från 1980-talet kom ämnena upp till ytan.

### Österrike blir medlem i Europeiska unionen
Österrikes neutralitet gjorde länge att landet inte gick med i Europeiska gemenskaperna (EG) då detta inte ansågs förenligt med neutraliteten. Detta skulle förändras i slutet av 1980-talet då Österrike riktade sig mot EG och 1989 lämnade Österrike in sin medlemsansökan till dåvarande EG. Efter en folkomröstning anslöt sig Österrike tillsammans med Finland och Sverige till Europeiska unionen 1 januari 1995.
Österrikes under 1980-talet skamfilade rykte förbättrades under 1990-talet men Österrike skulle återigen hamna i fokus då Jörg Haider fick stora valframgångar.

### Olika regeringskoalitioner
Ända sedan självständigheten 1955 hade SPÖ och ÖVP, Österrikes socialdemokratiska respektive kristdemokratiska parti, regerat i omväxlande maktskiftningar. SPÖ regerade ensamma mellan 1970 och 1983, ibland med stöd av FPÖ i vissa frågor. Andra partier, som det då liberala FPÖ, kommunisterna KPÖ och från 1980-talet miljöpartiet var marginaliserade i den politiska debatten speciellt efter 1983 då ÖVP och SPÖ kom att regera tillsammans i en stor koalition ("große Koalition") där SPÖ ofta var ansiktet utåt då det var det största partiet.
Jörg Haider hade sedan 1980-talet varit partiledare för FPÖ då han 2000 kunde fira stora valframgångar för FPÖ. Genom en valkampanj som appellerade till många österrikare som hade tröttnat på de två stora partiernas uppgörelser bakom lyckta dörrar kom framförallt SPÖ att kännas vid stora nederlag då det var det partiet som förkroppsligade mycket av koalitionspolitiken. FPÖ bildade tillsammans med ÖVP en svart-blå koalitionsregering under förbundskansler Wolfgang Schüssel, ÖVP:s ledare. Att högerpopulistiske Haider och hans FPÖ fick så stort inflytande och blev regeringsmedlem skapade protester i Österrike och utomlands. EU inledde sanktioner mot Österrike men dessa kom senare att hävas.
1956 grundades Frihetspartiet (FPÖ) som hade sina rötter i det så kallade tredje skiktet som bestod av liberaler och tysknationella. FPÖ skulle fungera som en motsats till de två andra skikten, det socialistiska skiktet representerat av SPÖ och det katolsk-konservativa skiktet representerat av ÖVP. 1983 bildade SPÖ en koalition med det då liberala FPÖ som höll fram till 1986 när Jörg Haider blev FPÖ:s partiledare. Haiders övertagande innebar en politisk förskjutning i högernationalistisk och högerpopulistisk riktning och samtidigt började FPÖ:s väljarstöd öka kraftigt. I valet 1999 blev partiet andra största parti och bildade sedermera en koalition med ÖVP fram till 2005. 2005 gick FPÖ igenom en splittring när Jörg Haider grundade Alliansen för Österrikes framtid (BZÖ) som då ersatte FPÖ som ÖVP:s koalitionspartner. Efter Haiders död 2008 minskade BZÖ:s popularitet. I september 2012 upprättade mångmiljardären Frank Stronach sitt eget parti, det populistiska och euroskeptiska Team Stronach (TS), som från första början var representerat i nationalrådet genom att huvudsakligen ledamöter från BZÖ hade gått över till TS. I valet 2013 åkte BZÖ ut ur nationalrådet följt av TS i valet 2017. I valet 2017 uppnådde FPÖ sitt näst bästa resultat någonsin och bildade sedermera en koalition med ÖVP, medan FPÖ:s stöd minskade kraftigt i valet 2019 till följd av den så kallade "Ibiza-skandalen" som hade gjort att koalitionen brutits upp.
Som följd av FPÖ:s utveckling till ett högernationalistiskt parti lämnade de liberala krafterna inom FPÖ partiet 1993 och bildade därefter Liberala forumet (LIF). LIF hade inte några stora politiska framgångar och åkte ut ur nationalrådet 1999. Inför nationalrådsvalet 2013 bildade LIF en valallians med NEOS, ett liberalt parti som hade grundats 2012. Denna valallians fick 5 procent av rösterna vid valet 2013 och lyckades därmed att komma in i nationalrådet. I januari 2014 slogs NEOS och LIF samman. I valet 2019 uppnådde NEOS det bästa resultatet för ett liberalt parti någonsin.
Under 1970-talet pågick en stor kärnkraftsdebatt i Österrike och ett kärnkraftverk i Zwentendorf, Niederösterreich, som hade byggts togs aldrig i bruk efter ett negativt utfall vid en beslutande folkomröstning 1978. Detta tillsammans med ett framgångsrikt motstånd mot byggandet av ett vattenkraftverk i Hainburg an der Donau 1984 anses som födelsen av den österrikiska miljörörelsen. Sedan 1986 har De gröna (GRÜNE) varit representerade i nationalrådet och har intagit en fast plats på vänster sidan av det politiska spektrumet. Efter såväl ungdomsförbundet lämnade partiet som en framstående politiker, Peter Pilz, bröt sig ur partiet inför nationalrådsvalet 2017, åkte De gröna ut ur nationalrådet i det valet, medan Peter Pilz lista (PILZ) tog sig in. I valet 2019 åkte PILZ ut ur nationalrådet medan De gröna uppnådde sitt bästa resultat någonsin och ingick sedermera i en koalitionsregering med ÖVP.
I januari 2020 fick Österrike turkosgrön regering under ledning av förbundskansler Sebastian Kurz. Hans konservativa parti ÖVP hade kommit överens om regeringssamarbete med miljöpartiet De gröna. I oktober 2021 avgick Kurz efter korruptionsanklagelser. Förbundskanslerposten tas nu över av utrikesminister Alexander Schallenberg (ÖVP).